# Stadtkirche Lieberose

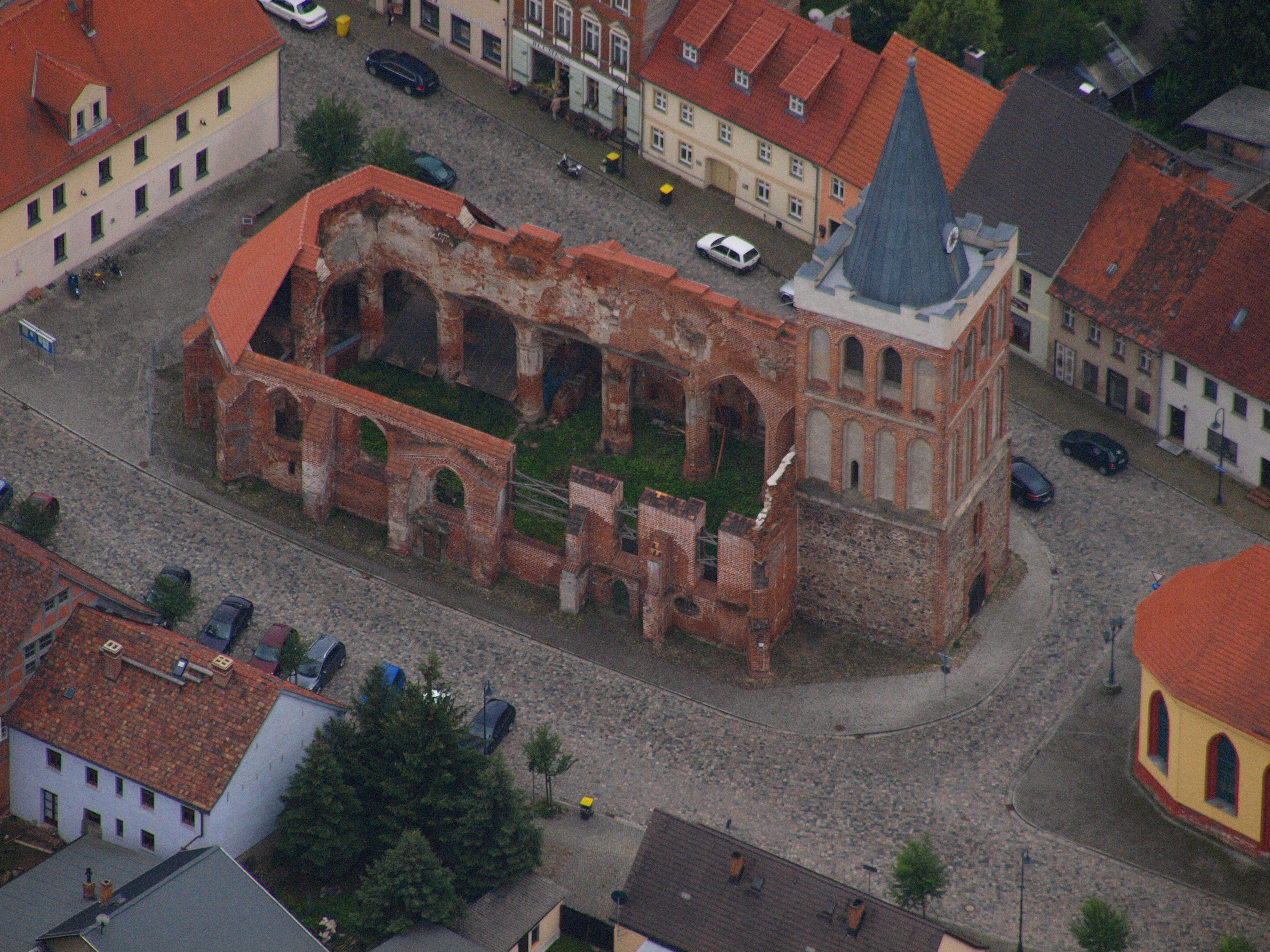
Stadtkirche Lieberose (2012)

Die evangelische Stadtkirche Lieberose ist eine Saalkirche aus dem 15. Jahrhundert in Lieberose, einer Stadt im Landkreis Dahme-Spreewald im Land Brandenburg. Die Kirchengemeinde gehört zum Kirchenkreis Oderland-Spree der Evangelischen Kirche Berlin-Brandenburg-schlesische Oberlausitz. Das Bauwerk ist nach schweren Beschädigungen im Zweiten Weltkrieg eine Ruine.

## Lage

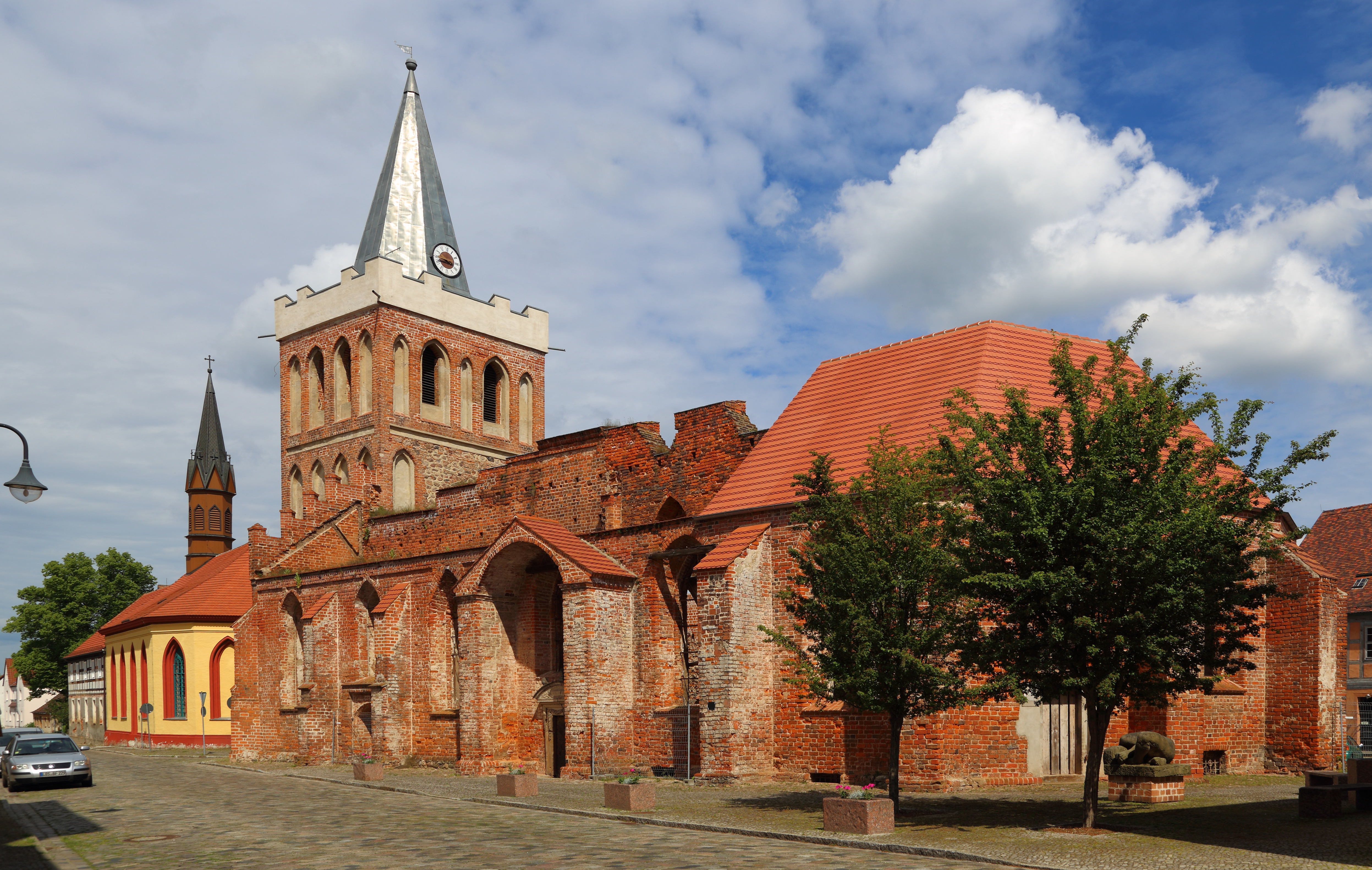
Landkirche (hinten) und Stadtkirche (2014)

Die Kirche steht im südöstlichen Bereich des zentralen Marktplatzes, der von der Straße Markt umspannt wird. Westlich des Bauwerks befindet sich die Landkirche Lieberose. Das Grundstück der Kirche ist nicht eingefriedet.

## Geschichte
Die genaue Baugeschichte der Kirche ist bislang nicht bekannt. Es gilt als sicher, dass der Kirchturm wohl um 1400 entstanden ist. Im dritten Viertel des 15. Jahrhunderts kam das Langhaus hinzu. Am 11. November 1519 erwarben die aus der Altmark stammenden Brüder Jakob und Richard von der Schulenburg den Ort. Joachim II. von der Schulenburg ließ ab 1550 sowohl das Schloss Lieberose wie auch die Kirche umbauen. Die Arbeiten wurden vom italienischen Baumeister Thaddäus Paglion ausgeführt. Er errichtete 1593 unter dem Einfluss der Parler-Schule einen dreijochigen Umgangschor, unter dem eine ausgedehnte Gruft ausgehoben wurde. Dadurch entstand eine Grabkirche für die von Schulenburg. Experten vermuten, dass es zuvor zu einem Brand in der Kirche gekommen war, der für von der Schulenburg ein „zumindest willkommener Anlass für einen Bau nach seinen Vorstellungen“ gewesen sein dürfte. Paglion beauftragte weiterhin die Brüder Michael und Jonas Grünberger, Schüler der Bildhauerfamilie Lorentz in Freiberg, ein Epitaph aus Sandstein zu schaffen. Es sollte an den 1594 mittlerweile verstorbenen Joachim II. erinnern. Das 1597 entstandene Werk wird im Dehio-Handbuch als eine „hervorragende Arbeit der sächsischen Bildhauerkunst“ bewertet und gelangte nach der Zerstörung der Kirche in die Landkirche, wo es seit 1948 als Altar dient. Zum Epitaph gehörten einige Vollfiguren der schulenburgischen Familie, die im Jahr 2019 jedoch eingelagert sind. Von der ursprünglichen Fassade blieb lediglich der südliche Vorbau mit einem barocken Sandsteinportal erhalten, das auf eine Arbeit von Tobias Wilhelmi aus Magdeburg aus dem Jahr 1688 zurückgeht.
Im April 1945 zerstörte eine sowjetische Fliegerbombe das Kirchenschiff. Ein Großteil der Kirchenausstattung blieb jedoch erhalten und konnte in die kaum beschädigte Landkirche verbracht werden. Die Ruine blieb hingegen über viele Jahrzehnte der Witterung ausgesetzt. In den 1970er Jahren gab es Überlegungen für einen Abriss, die jedoch nicht realisiert wurden. Erst Mitte der 1990er Jahre erfolgte eine Räumung und Sicherung. Seit 1993 wird der Bau restauriert; 2000 ein Notdach aufgesetzt. Während der Sanierungsarbeiten setzte sich der damalige Pfarrer Tilmann Kuhn dafür ein, nicht nur die Ruine zu erhalten, sondern sie auch für die Öffentlichkeit zugänglich zu machen. Die Stadtkirche sollte gleichermaßen ein Ort der Begegnung, Geschichte, Erholung, Inspiration und Glaubens werden.

## Baubeschreibung

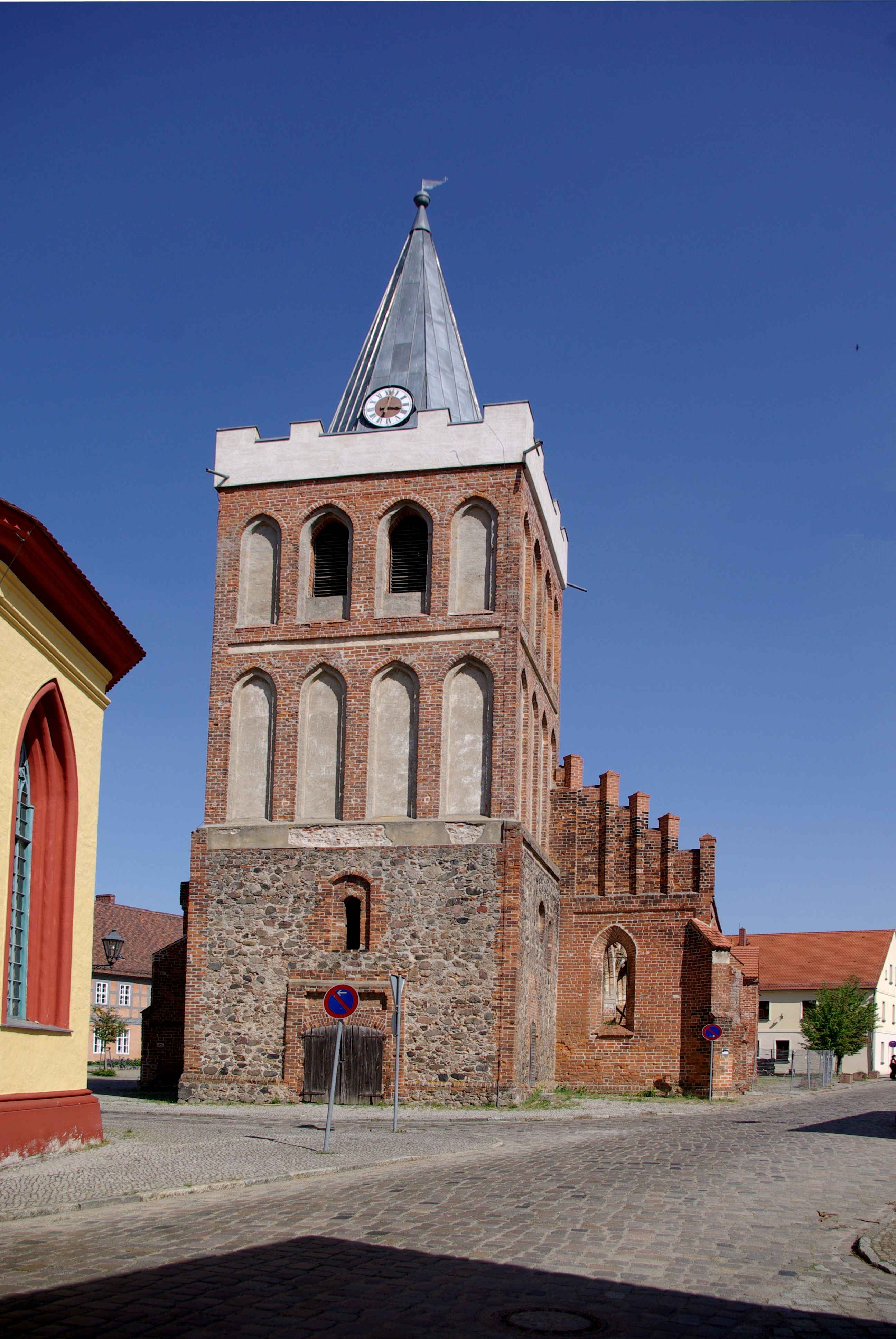
Westturm (2009)

Das dreijochige Kirchenschiff entstand im Wesentlichen aus rötlichen Mauersteinen. Die Bauform orientierte sich dabei an der Oberkirche St. Nikolai in Cottbus. Mächtige Strebepfeiler stabilisierten dabei die Wände von Langhaus und polygonalem Chorumgang. Dabei wurden im westlichen Bereich deutlich hellere und nicht so stark verwitterte Steine verwendet, während im östlichen Bereich eher dunkelrote und schlechter gebrannte Ziegel zum Einsatz kamen. Die südliche Wand des Langhauses wird von einem großen Portalvorbau dominiert. Experten fanden heraus, dass es auch an der Nordseite des Langhauses ein solches Portal gegeben haben muss. Es hatte barocke Formen mit einem Segmentgiebel und stammte aus der Werkstatt von Wilhelmi. Handwerker verzichteten jedoch auf einen Wiederaufbau, wie auch auf eine vollständige Rekonstruktion des südlichen Portals. An Stelle des ursprünglich vorhandenen, mächtigen Rundbogens erstellten sie 1994 lediglich einen kleinen Aufsatz mit einem Dreieckgiebel. Im Innenraum sind Reste der oktogonalen Pfeiler erhalten geblieben. Sie waren durch Arkadenbögen miteinander verbunden und trugen im Mittelschiff ein Sterngewölbe; in den Seitenschiffen ein Kreuzgewölbe.
Der Westturm blieb im Zweiten Weltkrieg weitgehend unbeschädigt. Bei seinem Bau in der Zeit um 1400 nutzten Handwerker im unteren Bereich unbehauene und nicht lagig geschichtete Feldsteine, an den Ecken und in den beiden oberen Geschossen ebenfalls Mauersteine. Der Zugang erfolgt von Westen her über ein großes mit Mauersteinen eingefasstes Portal. Das Glockengeschoss ist mit reichhaltigen Blenden verziert; darin spitzbogenförmige Klangarkaden. Am Übergang zum polygonalen Turmhelm mit Uhr und Turmkugel ist ein Zinnenkranz.
In den Grüften befinden sich im Jahr 2019 noch insgesamt 13 Särge mit Mitgliedern aus der Familie derer von Schulenburg aus dem 17. und 18. Jahrhundert. Neben einem Vorraum besteht die Gruft aus einer großen sowie zwei kleineren, länglichen Grabkammern.
An der Südseite befindet sich ein Denkmal für die Gefallenen aus dem Ersten Weltkrieg. Die Inschrift lautet: „1914 / 1918 / Lieberose / Aus unserer Gemeinde zogen fürs Vaterland in / Kampf und Tod“, gefolgt von den Namen der Gefallenen.

## Ausstattung

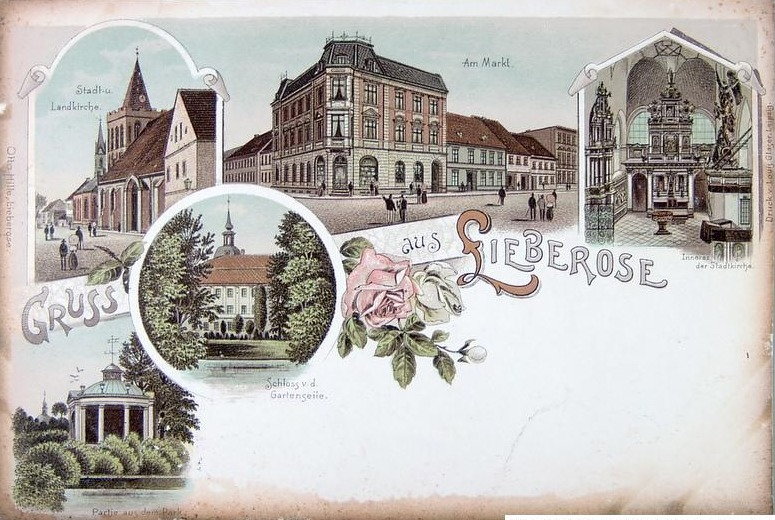
Postkarte von Lieberose um 1898, rechts oben Inneres der Stadtkirche

Infolge der Zerstörung im Zweiten Weltkrieg lassen sich nur auf Grund der erhalten gebliebenen Kirchenausstattung und alter Abbildungen eine Aussage über die ursprünglich vorhandene Ausstattung treffen. Vor einer Renovierung in den Jahren 1890 bis 1893 befanden sich im Bauwerk Emporen, die sich über zwei Ebenen erstreckten. Sie standen im Osten dem abgegangenen Altar von 1593 gegenüber, der den unteren Bereich des Chors einnahm und Überlieferungen zufolge diesen „wie eine Wand“ abschloss. In der zweiten Nordarkade von Osten befand sich das Epitaph Joachims, das sich im Jahr 2019 in der Landkirche befindet. Das Grabmal wurde vermutlich durch das gegenüberliegende Fenster im südlichen Seitenschiff beleuchtet und entfaltete damit vermutlich eine besondere Wirkung. Ihm gegenüber stand die Kanzel in der Mitte des Langhauses. Der Innenraum wurde von einem Kreuzgratgewölbe überspannt, das auf einfachen Konsolen ruhte. Die Gewölbekappen waren mit stern- bzw. netzartigen Scheinrippen verziert. Ihr Entwurf ging auf die Kappen in der Torgauer Schlosskapelle zurück.